# Topaza
Topaza é um género de beija-flor da família Trochilidae.
Este género contém as seguintes espécies:
- Topaza pyra (Gould, 1846) - Topázio-de-fogo
- Topaza pella (Linnaeus, 1758) - Beija-flor-brilho-de-fogo